# Recep Tayyip Erdoğan
Recep Tayyip Erdoğan (pronunciado [ɾeˈd͡ʒep tajˈjip ˈeɾdo.an]ⓘ) (Estambul, 26 de febrero de 1954) es un político turco, actual presidente de la República de Turquía desde el 28 de agosto de 2014 y, previamente, primer ministro de la República de Turquía entre el 9 de marzo de 2003 y el 28 de agosto de 2014. Antes había sido alcalde de Estambul (1994-1998) por el Refah Partisi.
En 1973 se graduó en una escuela para imanes, y posteriormente cursó estudios en economía y comercio en la Universidad de Marmara, donde inició su amistad con Necmettin Erbakan. En 1976 empezó a militar políticamente en el Milli Selamet Partisi con una orientación islamista.
En 1994 fue el candidato del Refah Partisi para la alcaldía de Estambul y ganó las elecciones municipales. Obtuvo una gran popularidad siendo el alcalde de esta megalópolis. A finales de 1997, durante su mandato como alcalde de Estambul, un tribunal le prohibió ocupar cualquier puesto en la administración pública y fue sentenciado a diez meses de cárcel, acusado de intolerancia religiosa por la lectura de un poema del poeta turco Ziya Gokalp en un acto público en Siirt, un municipio en el este de Turquía. Debido a la situación, se vio forzado a dimitir como alcalde y dejó su cargo el 6 de noviembre de 1998. Tras cumplir cuatro meses y diez días de cárcel fue liberado y se le retiró la prohibición de ocupar puestos en la administración pública. Con el abandono de posiciones políticas abiertamente islamistas, fundó el Partido de la Justicia y el Desarrollo en 2001, ganador de las elecciones generales de Turquía de 2002. En una década y media desde que su partido llegó al poder, concurrió a 14 elecciones: seis legislativas, tres referendos, tres locales y dos votos presidenciales y todas las ganó.
Fundó el Partido de la Justicia y el Desarrollo (AKP) en 2001 y lo llevó a la victoria en las elecciones de 2002, 2007 y 2011 antes de ser elegido presidente en 2014. De origen político islamista y como alguien que se describe a sí mismo como un demócrata conservador, ha alentado la política liberal-conservadora y socialmente económica. Erdoğan ha adoptado una política racial contra el pueblo kurdo.
Tras más de once años como primer ministro de Turquía, en 2014 se presentó a las elecciones presidenciales, de las cuales salió vencedor, y fue proclamado jefe de Estado el 28 de agosto de 2014, sucediendo a Abdullah Gül. Después del intento de golpe de Estado de Turquía de 2016, y gracias a su victoria en las elecciones presidenciales de Turquía de 2018, Erdoğan asumió una amplia gama de nuevos poderes aprobados en un referéndum constitucional de 2017, que transformaron la presidencia en un cargo ejecutivo preponderante, cuando antes no pasaba de lo meramente ceremonial. Desde entonces su gobierno ha desarrollado un enfoque más ambicioso de la política exterior hacia sus vecinos y aliados. Esta tendencia, que se ha manifestado en una actitud más independiente y un cierto acercamiento hacia las posiciones defendidas por otros países musulmanes moderados, ha sido calificada en ocasiones como “neootomanismo”, apuntando con ello a la toma de conciencia por parte de Turquía de su renovada influencia regional y de su peso geopolítico en Oriente Próximo y en los Balcanes (donde hay una fuerte presencia turco-musulmana), que se manifestaría en una cierta “orientalización” de sus relaciones exteriores.
En su círculo íntimo lo llaman beyefendi (el gran señor) y para sus admiradores es el reis (el gran jefe). Sus seguidores destacan cómo llevó al país a un nuevo nivel de prosperidad económica y lo posicionó como un actor internacional respetado. Superado por el Padre de la Patria, Mustafa Kemal Atatürk.

## Biografía
Recep Tayyip Erdoğan nació el 26 de febrero de 1954, en Kasımpaşa (Beyoğlu), un barrio obrero de Estambul, al que su familia se había mudado desde la región del Mar Negro en la década de 1930. Sus padres fueron Ahmet Erdoğan (1905–88) y Tenzile Erdoğan (1924–2011).
Erdoğan pasó su primera infancia en Rize, donde su padre era capitán en la Guardia Costera de Turquía. Sus vacaciones de verano las pasó principalmente en Güneysu, Rize, de donde su familia era originaria. A lo largo de su vida, a menudo regresó a este hogar, y en 2015 abrió una gran mezquita en la cima de una montaña cerca de este pueblo. La familia regresó a Estambul cuando Erdoğan tenía 13 años.
Cuando era adolescente, el padre de Erdoğan le proporcionó una asignación semanal de 2.5 liras turcas, menos de un dólar. Con él, Erdoğan compró postales y las vendió en la calle. Vendió botellas de agua a los conductores atrapados en el tráfico. Erdoğan también trabajó como vendedor ambulante vendiendo simit (anillos de pan de sésamo), vistiendo una bata blanca y vendiendo el simit desde un carro rojo de tres ruedas con los rollos apilados detrás del vidrio.
Según su biografía oficial, Erdoğan estudió Administración de Empresas en la Escuela de Economía y Ciencias Comerciales de Aksaray, ahora conocida como la Facultad de Ciencias Económicas y Administrativas de la Universidad del Mármara. Sin embargo, varias fuentes turcas disputan que él se graduó, o incluso asistió en absoluto.
En la década de 1980, trabajó como consultor de empresas privadas.

## Trayectoria política
A mediados de la década de 1970, Erdoğan entró en la organización de jóvenes del islamista Partido de Salvación Nacional (MSP, en sus siglas turcas). Su carrera política se vio interrumpida por el golpe militar de 1980 y la consecuente proscripción de su partido, pero en 1983 retornó a la actividad política dentro del Partido de la Prosperidad (Refah Partisi) dirigido por el antiguo líder del MSP, Necmettin Erbakan.

### Alcalde de Estambul
Erdoğan fue el candidato de Refah Partisi para la alcaldía de Estambul en las elecciones municipales de 1994, y al ganar las elecciones se convirtió en el alcalde de esta megalópolis hasta 1998, cuando fue condenado a diez meses de prisión por haber recitado públicamente un poema del poeta nacional Ziya Gökalp («Las mezquitas son nuestros cuarteles, las cúpulas nuestros cascos, los minaretes nuestras bayonetas y los creyentes nuestros soldados»). El Tribunal Constitucional turco consideró este acto como un ataque contra los principios laicos de la República y lo acusó de intolerancia religiosa. En el otoño de ese mismo año, Erdoğan se retiró del Partido de la Virtud (partido islamista sucesor del Refah Partisi).

### Creación del Partido de la Justicia y el Desarrollo
Erdoğan abandonó la ideología abiertamente islamista y fundó en el 2001 el Partido de la Justicia y el Desarrollo (AKP), y se convirtió en el líder del partido.

### Primer ministro

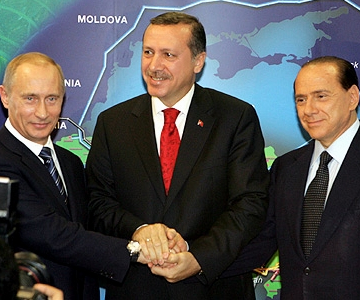
Erdoğan junto al presidente ruso Vladímir Putin y el primer ministro italiano Silvio Berlusconi (2004).

El AKP salió vencedor de las elecciones parlamentarias de noviembre de 2002, pero Erdoğan debió esperar varios meses antes de poder tomar posesión en su cargo, debido a su antecedente carcelario. En marzo de 2003, tomó oficialmente posesión de su cargo, sucediendo así al que fuera posteriormente presidente de Turquía entre el 2007 y el 2014, Abdullah Gül, uno de los fundadores del AKP.

#### Política interna
Una de las crisis más mediatizadas de su periodo como primer ministro fue la generada por las protestas en Turquía de 2013 contra el intento de destruir el parque Taksim Gezi en Estambul para construir un centro comercial. La dureza de la represión de las manifestaciones llevaron a una generalización de las protestas contra su política, interpretada como un intento de régimen radical y absolutista por parte de Erdoğan quien ha sido acusado por los turcos seculares de dilapidar la herencia de Atatürk con la gradual islamización del país y de convertirse en una figura polarizadora. Este descontento quedó en evidencia durante las protestas de 2013 que duraron alrededor de un mes. Aunque su alta popularidad y sus posteriores victorias electorales acallaron las críticas contra Erdoğan.
También en 2013, las asociaciones ecologistas turcas se movilizan contra la "ley de conservación de la naturaleza y de la biodiversidad", que permitirá llevar a cabo proyectos industriales o de urbanización en espacios naturales si son de "interés público superior". Esta noción, considerada vaga, "abre la puerta a todo tipo de abusos", según las asociaciones Además, la construcción de unas sesenta centrales eléctricas de carbón está en curso o está prevista. Según Greenpeace, el gobierno "deja muy poco espacio para los proyectos de energía renovable" y las emisiones de gases de efecto invernadero están aumentando.

#### Política económica
Cuando llegó al poder, Erdogan privatizó los grandes grupos públicos como Türk Telekom, las grandes compañías de gas y petróleo, los puertos y aeropuertos. Liberalizó el mercado laboral, reformó los sistemas bancario y crediticio y fomentó el espíritu empresarial. Esta política aumentó significativamente la inversión extranjera e impulsó el crecimiento en los primeros años. En la década de 2020, sin embargo, Turquía está en crisis económica, con una inflación anual estimada entre el 108% (según el Gobierno) y el 185% (según estimaciones independientes) en 2022, una caída del valor de la moneda nacional y un déficit comercial muy grande.

#### Política exterior

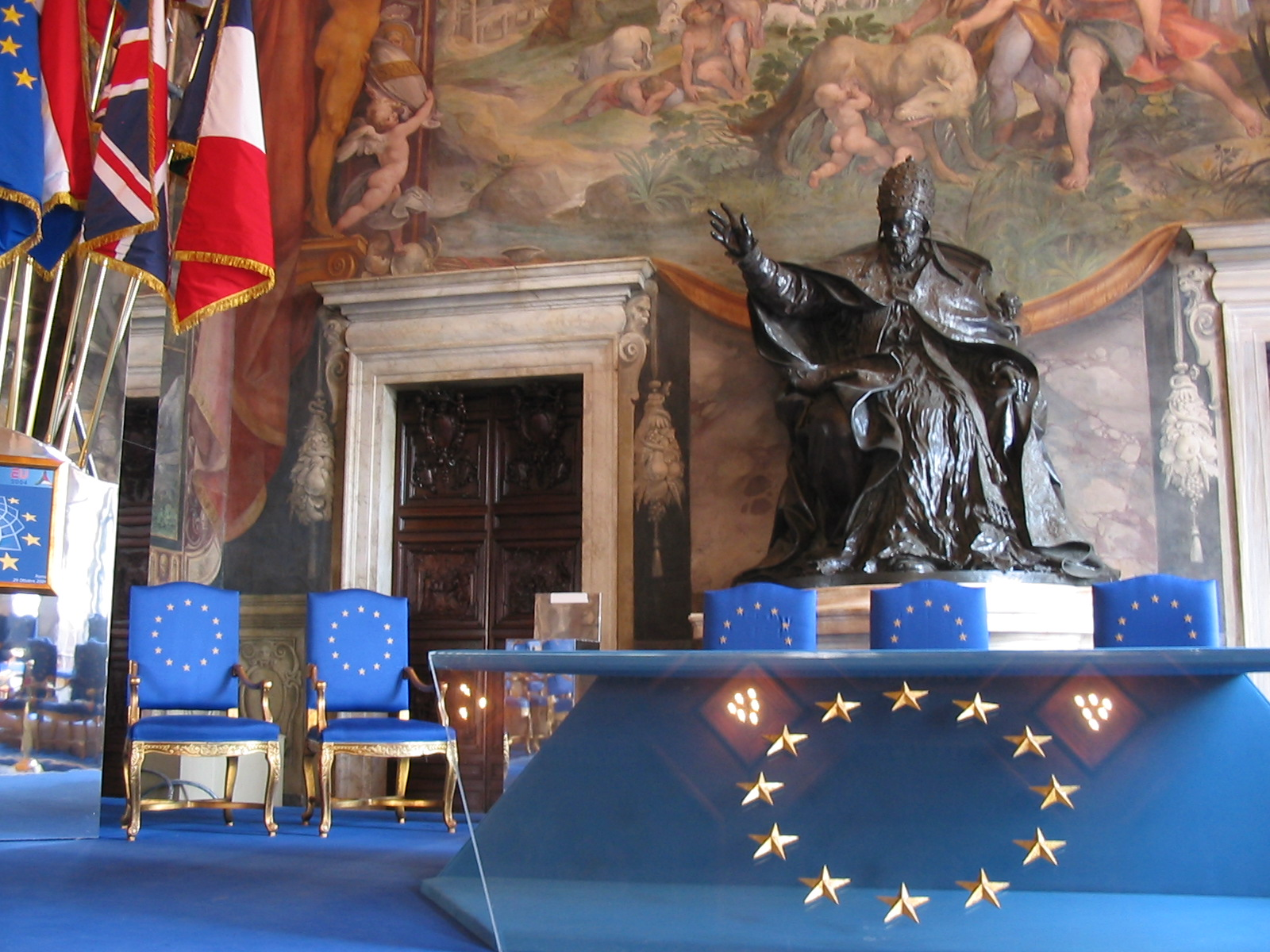
Salón de los Museos Capitolinos de Roma, con la estatua del papa Inocencio X de fondo, donde se firmó el Tratado por el que se establece una Constitución para Europa.

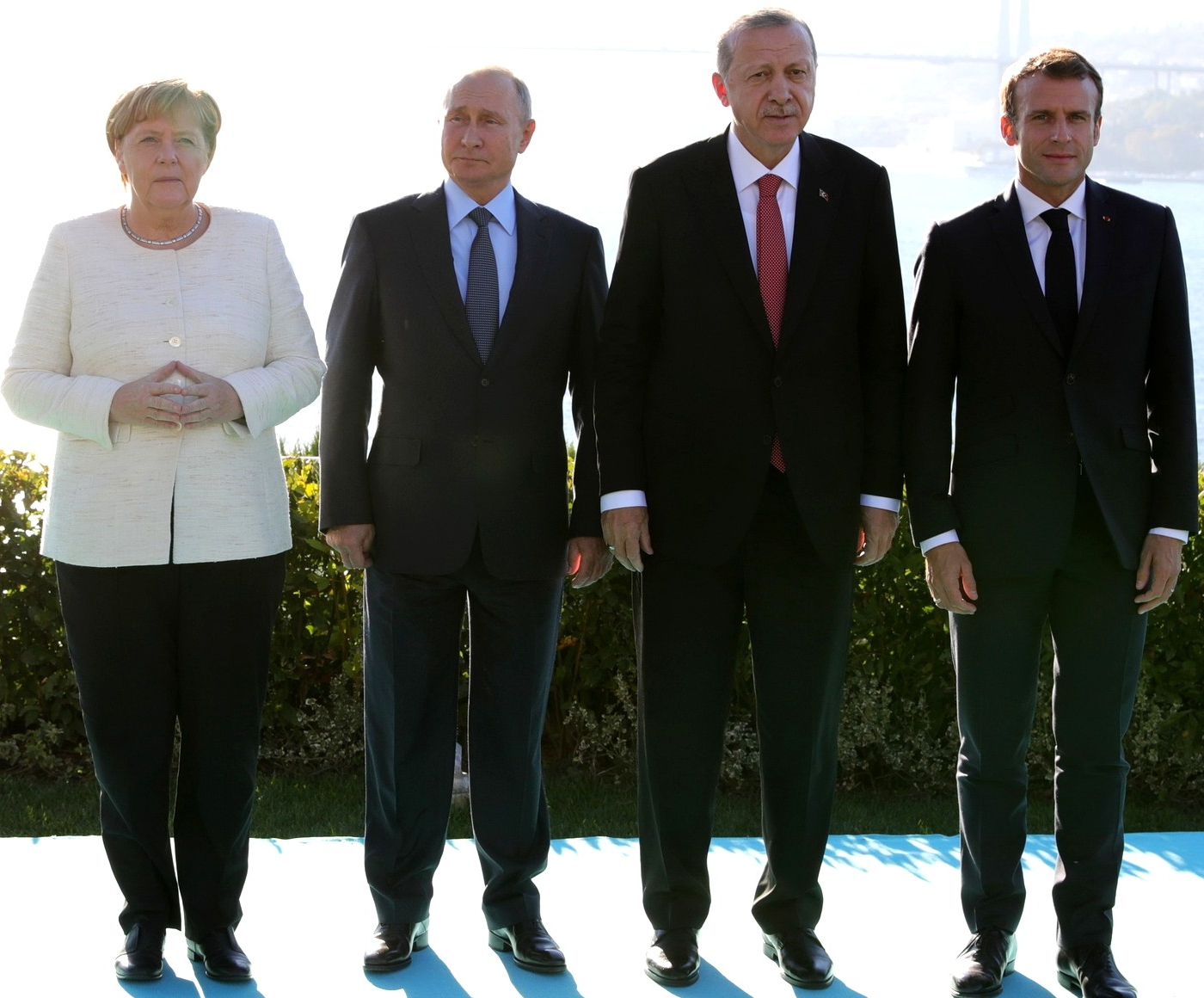
Erdoğan junto a la canciller alemana Angela Merkel, el presidente ruso Vladímir Putin y el presidente francés Emmanuel Macron (2018).

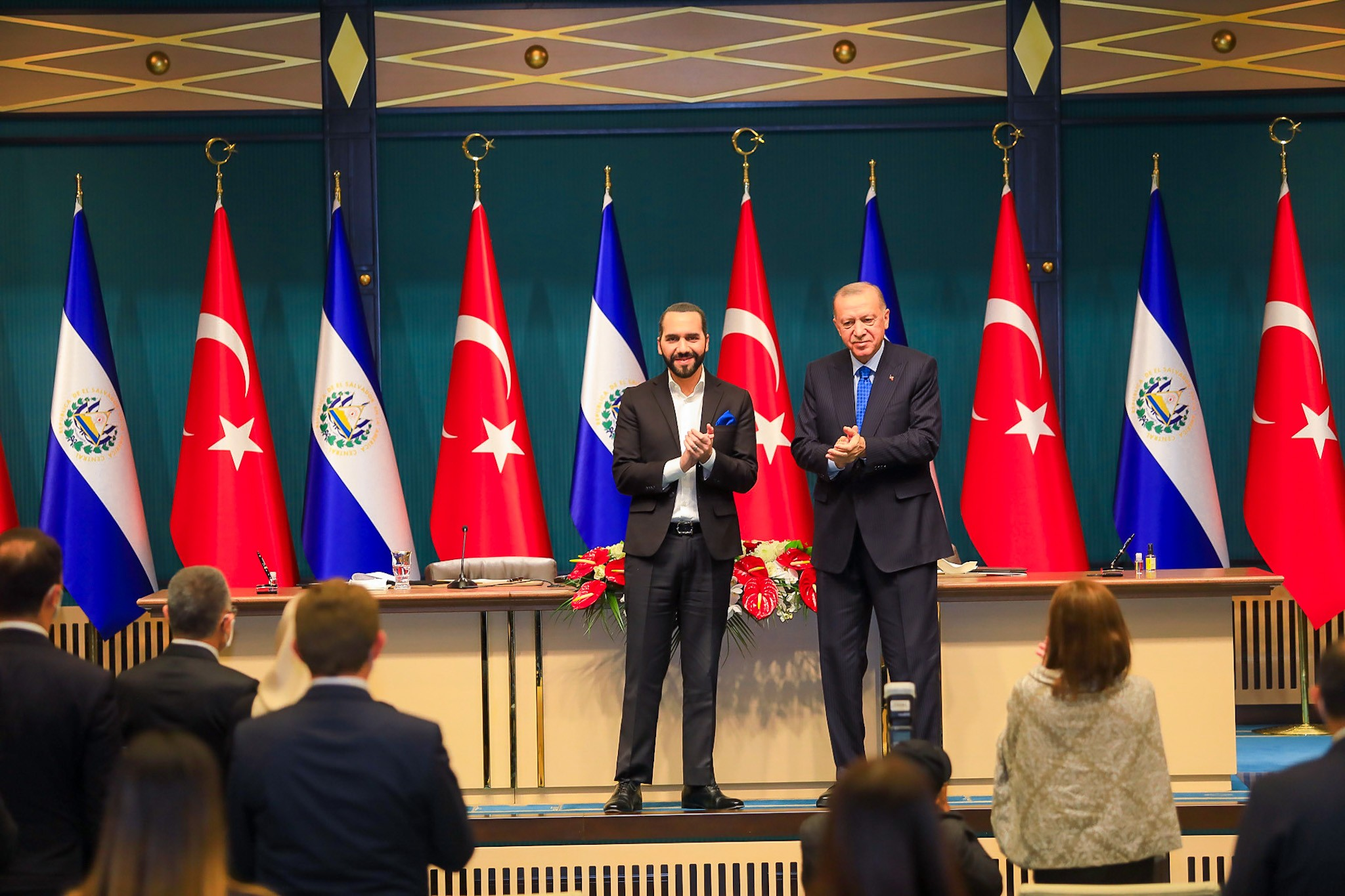
Nayib Bukele presidente de El Salvador y Recep Tayyip Erdoğan presidente de Turquía

##### Unión Europea
Al asumir el cargo como primer ministro, Erdoğan declaró que la primera prioridad de su gobierno sería la culminación del complicado proceso de adhesión de su país a la Unión Europea. Durante sus primeros años al frente del ejecutivo, Erdoğan adoptó reformas, especialmente significativas en los ámbitos constitucional (reforma del Estado, libertad religiosa, libertad de expresión, reforma de las Fuerzas Armadas, etcétera) y penal (abolición de la pena de muerte y del delito de adulterio, suavización de las penas por delitos contra el Estado, etcétera), en sintonía con los parámetros democráticos exigidos para la incorporación de Estados a la UE y con la severa jurisprudencia contra Turquía, en esos ámbitos, del Tribunal Europeo de Derechos Humanos.
Turquía obtuvo el estatus oficial de país candidato a la adhesión europea, bajo recomendación de la Comisión Europea, que constató los avances que se estaban produciendo recientemente en Turquía y calificó por primera vez su suficiencia para la candidatura oficial. Esta condición de candidato, permitió que, en octubre de 2004, Erdoğan firmase el Tratado por el que se establece una Constitución para Europa junto a los Estados miembros de la UE. Días antes, en una cumbre tripartita entre Erdoğan, el canciller alemán Gerhard Schroeder y el presidente francés Jacques Chirac, ambos líderes europeos aseguraron el apoyo a Turquía en su candidatura, aunque advirtieron que las negociaciones serían "largas y difíciles".
Sin embargo el resultado de un referéndum en Francia y otro referéndum en los Países Bajos fue de oposición al tratado, lo cual hizo que el documento no llegase a entrar en vigor y provocó una crisis institucional europea.

##### Mundo islámico

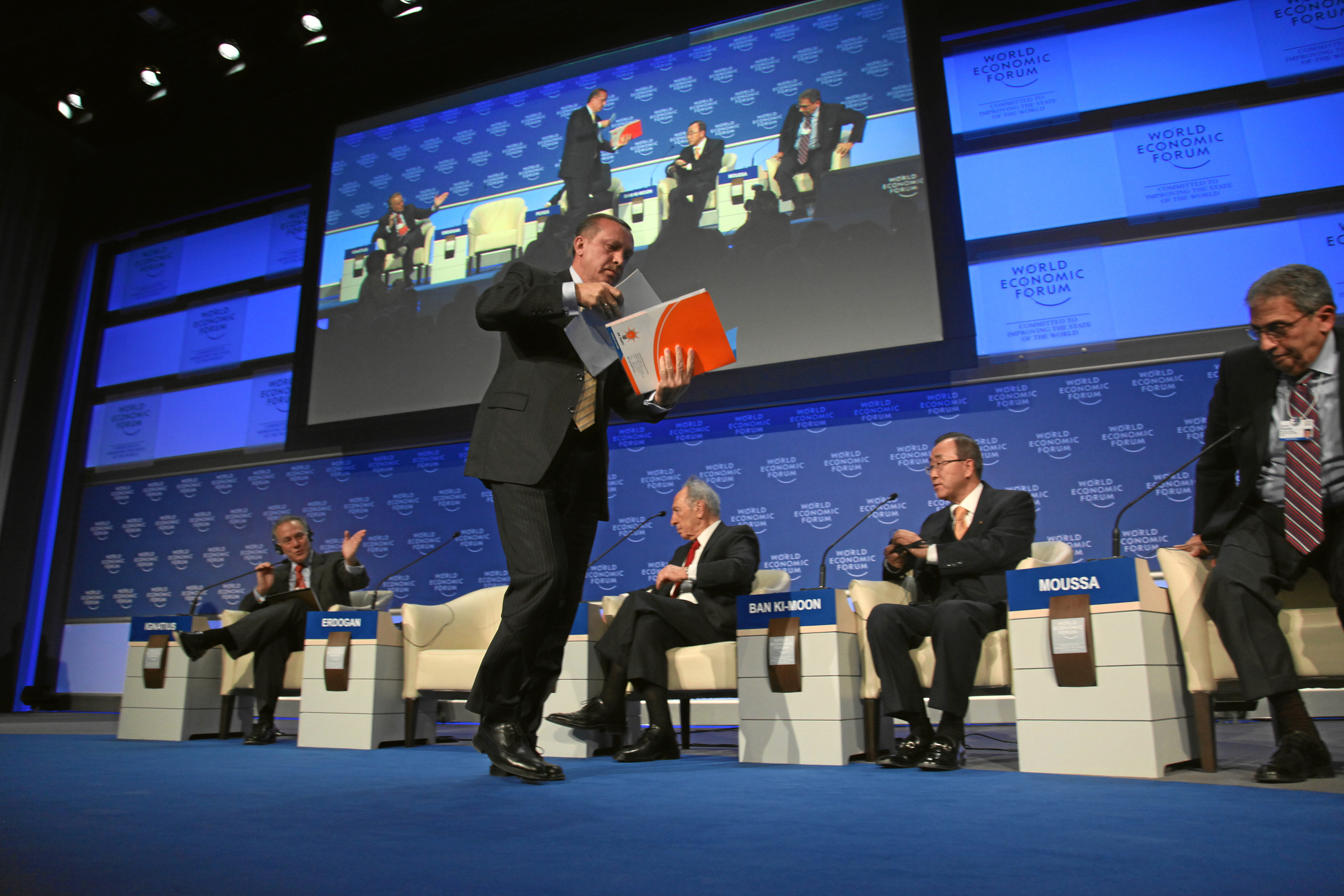
Erdoğan abandona la sesión en el Foro Económico Mundial en 2008 y promete que nunca volverá.

En el ámbito del Mundo islámico, Erdoğan ha sostenido la posición de Turquía dentro de la OTAN, aunque no aceptó que el Ejército de los Estados Unidos utilizara suelo de su país durante la guerra de Irak. Esta decisión tensó las relaciones entre Turquía y Estados Unidos. Sin embargo, sí permitió el uso del espacio aéreo turco por parte de la aviación estadounidense durante la invasión de Irak en 2003.
Las críticas de Erdoğan en el Foro Económico Mundial de 2009 al presidente israelí Shimon Peres sobre la situación en Palestina y el ataque de Israel a la flotilla de Gaza en junio de 2010 sirvió para acentuar esta tendencia, y ha supuesto un enfriamiento de la tradicional relación de cordialidad con el país hebreo.

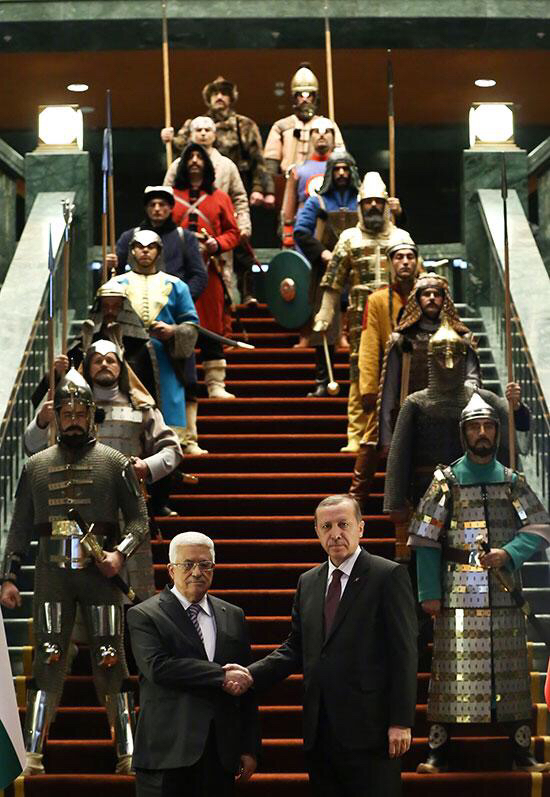
Erdoğan se reúne con el presidente palestino Mahmud Abás en el Complejo presidencial de Turquía.

### Presidente

#### Elecciones presidenciales de 2014 y elecciones generales de 2015
El 28 de agosto de 2014, en el salón de plenos turco, Erdoğan fue proclamado oficialmente presidente de Turquía, sucediendo así, tras ser elegido por primera vez en el país por los ciudadanos, a Abdullah Gül. Como primer acto, condecoró la carrera política de su predecesor, y anunció que está por llegar "una nueva Turquía". Durante su proclamación, grupos de la oposición abandonaron el salón, además de realizar desde sus tribunas lanzamientos de objetos dirigidos al recién nombrado presidente.
Tras los resultados electorales de junio de 2015 en los que su partido perdió la mayoría necesaria para formar gobierno y tras el fracaso de los partidos políticos con representación parlamentaria en llegar a acuerdos para formar un gobierno de coalición, Erdoğan convocó nuevas elecciones generales para el 1 de noviembre de ese mismo año, en las cuales su partido (AKP) volvió a recuperar la mayoría necesaria en el parlamento, después de conseguir el 49,5% de los votos, para formar un gobierno y así también allanar el camino para la reforma de la Constitución con el fin de instaurar dicho régimen presidencialista.
El 28 de mayo de 2023, ganó las elecciones presidenciales con el 52.1% de los sufragios.

#### Intento de golpe de Estado
En la tarde del 15 de julio de 2016, tropas pertenecientes a una facción del ejército turco ligada al movimiento del clérigo musulmán Fethullah Gülen (un antiguo aliado de Erdoğan) emitieron un comunicado en el cual manifestaban haberse hecho con el poder, considerando a Erdoğan un traidor y afirmando que el poder político había sido derrocado. El presidente, que se encontraba de vacaciones en Marmaris, se dirigió a la nación a través de una videollamada en directo a una periodista de CNN Türk. Durante su intervención, hizo un llamamiento a la ciudadanía para salir a las calles y demostrar su apoyo a su gobierno: "Insto a nuestra gente, a todo el mundo, a que llene las plazas y las calles del país para darles (a los golpistas) la respuesta necesaria."
En las horas siguientes, millones de turcos salieron a las calles tal y como Erdoğan había pedido, produciéndose varios enfrentamientos violentos entre los manifestantes y los golpistas como, por ejemplo, en el puente sobre el Bósforo, en Estambul, donde los golpistas dispararon a los manifestantes. Los medios oficiales informaron que varios policías turcos habían detenido a algunos oficiales sublevados y que pidieron que el resto se entregaran. Así, en la madrugada la agencia de inteligencia turca (MIT) dio por fracasado el alzamiento que dejó en total 290 víctimas, de ellas 47 civiles y el resto militares sublevados y policías leales a Erdoğan.  Alrededor de 1400 personas resultaron heridas. Por otra parte, el ataque de los golpistas con helicópteros de combate al Parlamento turco dejó doce parlamentarios fallecidos.
Cerca del amanecer, Erdoğan arribó al aeropuerto de Atatürk, tras lo cual apareció en televisión diciendo que los instigadores del golpe pagarían un “alto precio” por su “traición”. Se detuvo a 754 militares, incluyendo a oficiales de altos rangos, en las primeras horas posteriores al intento de golpe de Estado y a más de 25 000 en las siguientes semanas. El gobierno turco llegó a tomar medidas que en algunos casos faltaron a los derechos básicos, como la presunción de inocencia al hacer una "purga" y despedir o encarcelar a 127 000 funcionarios, entre ellos jueces, fiscales, policías, profesores, catedráticos y administrativos sospechosos de estar ideológicamente unidos a los golpistas.

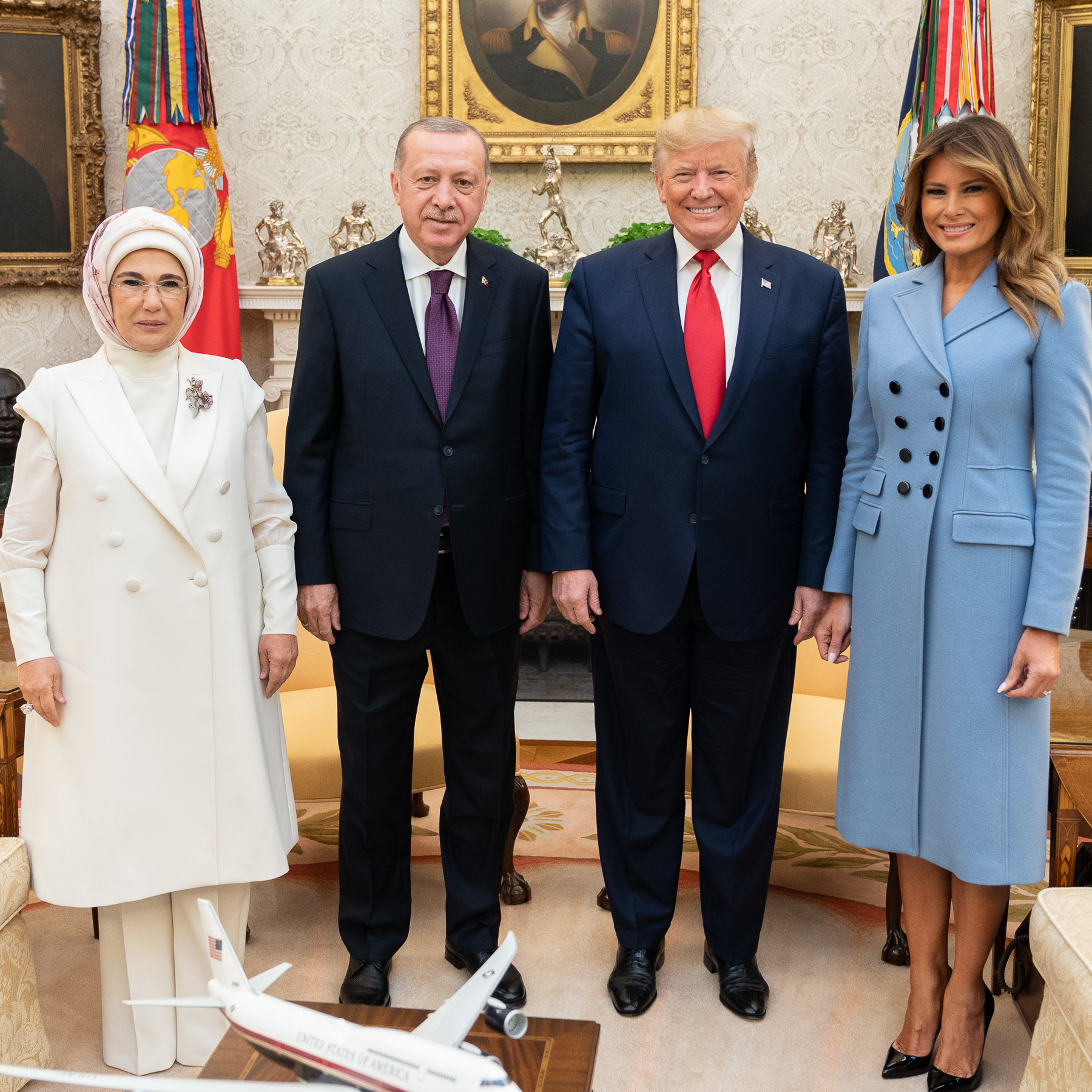
Erdoğan y esposa Emine junto al presidente estadounidense Donald Trump y su esposa Melania Trump.

#### Referéndum constitucional de 2017 y elecciones presidenciales de 2018
A principios de 2017 el Partido de Acción Nacionalista (MHP) anunció su apoyo al AKP para modificar la constitución.

#### Política interna
Los juicios por desacato contra el presidente Erdoğan han aumentado desde su elección como presidente en 2014. Numerosos políticos, activistas y periodistas que han cuestionado su gobierno han sido encarcelados y también se ordenó el cierre de medios de comunicación que criticaban sus políticas. Según Reporteros Sin Fronteras (RSF), en 2019 Turquía era uno de los peores países para ejercer el periodismo y ocupaba el puesto 157 de 180 en la Clasificación Mundial de la Libertad de Prensa.
Por otra parte, la gestión de la pandemia de enfermedad por coronavirus de 2020 en Turquía ha aumentado la tensión entre el Gobierno de Erdoğan y los ayuntamientos de varias ciudades del país, en manos de la oposición. Así que la crisis se convirtió en un nuevo terreno de lucha política en Turquía.

#### Terremotos de febrero de 2023
El presidente Recep Tayyip Erdoğan dijo en Twitter que «los equipos de búsqueda y rescate fueron enviados de inmediato» al área afectada. El ministro del Interior, Süleyman Soylu, instó a los residentes a que se abstuvieran de entrar en los edificios dañados. El 7 de febrero, el presidente Erdoğan declaró un estado de emergencia de 3 meses en las 10 provincias afectadas.
Debido a las temperaturas bajo cero en las áreas afectadas tanto en Turquía como en Siria, el alcalde de Hatay, Lütfü Savaş, advirtió sobre el riesgo de hipotermia. Varias decenas de miles de personas en toda la región quedaron sin hogar y pasaron la noche en un clima frío. Las mezquitas en Turquía se utilizaron como refugios para las personas que no podían regresar a sus hogares debido a las temperaturas bajo cero. En Gaziantep, la gente buscó refugio en centros comerciales, estadios, centros comunitarios y mezquitas. Los funcionarios planean abrir hoteles en Antalya, Alanya y Mersin para alojar temporalmente a la población afectada. Las autoridades fueron criticadas por los residentes de la provincia que criticaron los "insuficientes esfuerzos de búsqueda y rescate". La pista del aeropuerto de Hatay sufrió graves daños, lo que dificultó los esfuerzos de rescate. El 7 de febrero, las autoridades dijeron que 1846 personas en la provincia habían sido rescatadas.
El 11 de febrero, rescatistas alemanes y austríacos desplegados en la provincia de Hatay en Turquía suspendieron las operaciones, citando un empeoramiento de la situación de seguridad derivado de "la escasez de alimentos y el suministro problemático de agua en la zona". Posteriormente, el equipo austriaco reanudó sus operaciones cuando las Fuerzas Terrestres de Turquía brindaron protección. El 12 de febrero, los rescatistas del grupo israelí de búsqueda y rescate United Hatzalah también se retiraron, citando "inteligencia de una amenaza concreta e inmediata sobre la delegación israelí".
El gobierno dijo que pagaría indemnizaciones a quienes hayan perdido sus hogares. El presidente Erdoğan dijo que se otorgarían 15 000 liras turcas en asistencia para la reubicación por hogar a aquellos cuyas casas sufrieron destrucción moderada, grave o total. Se otorgaría asistencia de alquiler de hasta ₺5 000 a los propietarios de viviendas y ₺2 000 a los inquilinos.

#### Política exterior

##### Unión Europea
En respuesta a la reacción del gobierno turco tras el Intento de golpe de Estado, la Unión Europea (UE) advirtió que Erdoğan "no tiene un cheque en blanco después del golpe para actuar como quiera". Ante esto, las relaciones bilaterales empeoraron, lo que finalmente llevó a Erdoğan a reforzar las relaciones Rusia-Turquía.
Durante la crisis migratoria en Europa Erdoğan criticó la supuesta pasividad de la UE respecto a los refugiados sirios, acusando a los líderes europeos de incumplir el pacto bilateral alcanzado en 2016 para la acogida de refugiados por parte de los Estados miembros de la Unión. En dicho pacto, la UE se comprometió a desembolsar una ayuda de 3000 millones de euros para atender las necesidades básicas de los refugiados en Turquía pero Erdoğan ha manifestado en varias ocasiones que solo una parte de ese dinero fue desembolsado y que los Estados miembros tampoco han acogido al número de refugiados al que se habían comprometido.
En este contexto, las relaciones entre Alemania y Turquía se volvieron aún más tensas. La situación revistió particular importancia debido en parte a la importante presencia de la inmigración turca en Alemania.

##### Mundo islámico

###### Guerra civil siria

Situación militar en Siria en octubre de 2019

Desde agosto de 2016 tropas regulares turcas se encuentran en Siria, como parte de la operación Escudo del Éufrates, el cual tenía como objetivo establecer una franja de seguridad en la frontera de Turquía con Siria que estuviera libre tanto del Estado Islámico como de las Unidades de Protección Popular (YPG) —milicia kurda apoyada por Estados Unidos a la que Turquía vincula con el PKK, grupo armado kurdo que actúa en territorio turco, y por tanto considera a estas milicias como grupo terrorista— y para lo cual el gobierno turco movilizó a su infantería, artillería, tanques y aviación utilizando a varias milicias suníes y turcomanas del Ejército Libre Sirio, así como reclutados en los campos de refugiados. Para marzo de 2017 Turquía dio por finalizada la operación.
En junio de 2017 Turquía terminó la construcción de un muro en la frontera entre Siria y Turquía con una extensión de 828 km. Adicionalmente, en enero de 2018 Turquía lanzó su segunda ofensiva militar (operación Rama de Olivo) en el norte de Siria para combatir a las YPG, que controlaban ciudades como Afrín y Manbij.
En octubre de 2019 Turquía lanzó su tercera ofensiva militar (operación Manantial de Paz) en colaboración con el Ejército Libre Sirio con el objetivo de formar una zona tapon de 30 km de ancho y de más de 400 km de longitud en territorio Sirio. El objetivo es liberar la zona de las milicias kurdas de las YPG.

## Distinciones
En mayo de 2010, fue investido como doctor honoris causa por la Universidad Europea de Madrid,  por su dedicación y apoyo a los proyectos que promueven el entendimiento y la reconciliación entre los pueblos y por su compromiso con los valores de la Alianza de Civilizaciones en el Año Internacional de Acercamiento de las Culturas.
  Véase también: Lista de doctorados honorarios otorgados a Recep Tayyip Erdoğan